# Burg Ouren
Burg Ouren is een burchtruïne in het dorp Ouren in de Belgische gemeente Burg-Reuland. Het kasteel was een hoogteburcht met zijn ligging op een heuvel in het midden van het dorp, met rond het dorp de rivier de Our meanderend.
Ouren wordt aan drie kanten omgrensd door Duitsland en Luxemburg met ongeveer een kilometer ten zuiden van de burchtruïne het drielandenpunt.

## Geschiedenis
De exacte datum van oprichting van het kasteel van Ouren is niet bekend. Het geslacht van de edele heren van Ouren wordt genoemd in documenten uit de 11e eeuw. Het kasteel als zodanig wordt voor het eerst genoemd in een document aan het einde van de 12e eeuw (1190-1198), waarin Heinrich von Sponheim zijn deel van het kasteel van Trier aan aartsbisschop Jan I van Trier heeft beleend.
Na het uitsterven van de mannelijke afstammingslijn vallen het kasteel en heerlijkheid door verhuwelijking in 1365 toe aan het huis Malberg. In het laatste decennium van de 14e eeuw werd het kasteel verpand aan de aartsbisschop van Trier, Werner von Falkenstein. Als gevolg hiervan werd het kasteel belegerd in 1394 tijdens een vete tussen de aartsbisschop en de heren van Aremberg. De burcht werd bezet en weer in hetzelfde jaar heroverd door de soldaten van de aartsbisschop. Kasteel en heerlijkheid Ouren bleef tot 1517 in het bezit van het huis Malberg.
Ook door het huwelijk werden burcht en heerlijkheid in 1517 gedeeld tussen de huizen Malberg en Giltingen. Het bezit werd in 1614 voor de rechtbank aangevochten, omdat Gerhard von der Horst, die sinds 1583 met de dochter van Gerhard von Malberg was getrouwd, ook de titel claimde.
In de 17e eeuw kwamen kasteel en landgoed in het bezit van een familie van Ouren, die zichzelf beschreef als heren van Ouren, Tavigny, Limbach en Feilen. In 1680 verpachtte zijn zoon Johann Franz Ignaz von Ouren het kasteel en heerlijkheid aan Peter de la Branche. In 1690 werd het pachtverdrag met nog eens zes jaar verlengd.
Met het huwelijk van Maria Sidonie uit Ouren (geboren in 1643) met Johann Lambert von Dobbelstein wordt het bezit opnieuw gedeeld. Na de dood van Veronica von Ouren, de weduwe van Johann Franz Ignaz’ von Ouren, vallen kasteel en heerlijkheid na 1733 geheel toe aan het huis Dobbelstein. Ook deze lijn stierf uit met Karl August von Dobbelstein.
Als laatste was het kasteel Ouren in het bezit van Baron von Taverne.
Het kasteel werd door Franse revolutionaire troepen vernietigd. In 1798 verschansten de opstandelingen zich in de ruïnes tijdens de Boerenkrijg. 
Begin 19e eeuw stonden er nog gebouwen recht maar in 1845 en 1846 werden verschillende onderdelen zoals mantels, vloertegels, stenen, ... openbaar geveild en gebruikt als bouwmaterialen voor huizen in de directe omgeving en regio.
De enige bekende afbeelding van kasteel Ouren is een pentekening naar een verloren aquarel van Joseph-Ernest Buschmann uit de eerste helft van de 19e eeuw.

## Heden ten dage
Het voormalige kasteel is een beschermd monument. Aan het oppervlak zijn slechts enkele overblijfselen van funderingen en delen van de voormalige ommuring bewaard gebleven. Vanwege de slecht bewaarde geschreven bronnen, kan kennis over de architectonische geschiedenis en de historische ontwikkeling van het kasteel en de stad alleen worden verkregen met archeologisch onderzoek.
Sinds 2012 voert de Archeologische Dienst van de Duitstalige Gemeenschap van België (DG) opgravingen uit op de kasteelheuvel. Dit werd voorafgegaan door oppervlakkig en slecht gedocumenteerd onderzoek door Société Archéologique du Sillon Mosan (S.O.S.fouilles) in de herfst van 1988 en januari 1989.